# Communauté de communes Gorges Causses Cévennes
Die Communauté de communes Gorges Causses Cévennes ist ein französischer Gemeindeverband mit der Rechtsform einer Communauté de communes im Département Lozère in der Region Okzitanien. Sie wurde am 30. November 2016 gegründet und umfasst 17 Gemeinden. Der Verwaltungssitz befindet sich im Ort Florac Trois Rivières.

## Historische Entwicklung
Der Gemeindeverband entstand mit Wirkung vom 1. Januar 2017 durch die Fusion der Vorgängerorganisationen
- Communauté de communes des Gorges du Tarn et des Grands Causses,
- Communauté de communes Florac Sud Lozère und
- Communauté de communes de la Vallée de la Jonte.

## Mitgliedsgemeinden
| Gemeinde                                       | Einwohner 1. Januar 2022 | Fläche km² | Dichte Einw./km² | Code INSEE | Postleitzahl |
| ---------------------------------------------- | ------------------------ | ---------- | ---------------- | ---------- | ------------ |
| Barre-des-Cévennes                             | 200                      | 34,29      | 6                | 48019      | 48400        |
| Bédouès-Cocurès                                | 448                      | 30,35      | 15               | 48050      | 48400        |
| Cans et Cévennes                               | 288                      | 43,81      | 7                | 48166      | 48400        |
| Cassagnas                                      | 125                      | 35,19      | 4                | 48036      | 48400        |
| Florac Trois Rivières                          | 2.111                    | 48,39      | 44               | 48061      | 48400        |
| Fraissinet-de-Fourques                         | 82                       | 24,30      | 3                | 48065      | 48400        |
| Gatuzières                                     | 52                       | 29,40      | 2                | 48069      | 48150        |
| Gorges du Tarn Causses                         | 901                      | 144,22     | 6                | 48146      | 48210, 48320 |
| Hures-la-Parade                                | 232                      | 88,59      | 3                | 48074      | 48150        |
| Ispagnac                                       | 897                      | 53,71      | 17               | 48075      | 48320        |
| La Malène                                      | 131                      | 40,68      | 3                | 48088      | 48210        |
| Les Bondons                                    | 141                      | 45,54      | 3                | 48028      | 48400        |
| Mas-Saint-Chély                                | 102                      | 56,81      | 2                | 48141      | 48210        |
| Meyrueis                                       | 778                      | 104,68     | 7                | 48096      | 48150        |
| Rousses                                        | 119                      | 22,38      | 5                | 48130      | 48009        |
| Saint-Pierre-des-Tripiers                      | 96                       | 34,74      | 3                | 48176      | 48150        |
| Vebron                                         | 225                      | 69,66      | 3                | 48193      | 48400        |
| Communauté de communes Gorges Causses Cévennes | 6.928                    | 906,74     | 8                | –          | –            |